# Adolescencija
Adolescencija je razdoblje razvoja i odrastanja čovjeka. Označava prijelaz iz djetinjstva u svijet odraslih i uobičajeno traje od 13. do 20. godine života.

## Osobine
Ta životna faza se odlikuje konsolidiranjem mentalnog života, kristalizacijom stavova i mišljenja, a posebno racionalnim mentalnim sazrijevanjem. 
Tada se posebno razvijaju samopoštovanje, povjerenje, samostalnost i osobnost. Tijekom adolescencije čovjek doseže sam vrh svojih intelektualnih sposobnosti učenja.
Adolescencija se ponekad i naziva razdoblje "bura i oluja".  
Važan dio adolescencije je proces spolnog sazrijevanja, koji se na fiziološkoj razini označava nazivom "pubertet". 
Poslije adolescencije slijedi mlađa odrasla dob.

### Pojam "tinejdžer"
Tinejdžer (engl. Teenager) je engleski naziv za osobe u fazi adolescencije.
Riječ teenager temelji se na slogu "-teen" u engleskim nazivima brojeva od 13 do 20 ("thir-teen", "four-teen", "fif-teen", "six-teen", "seven-teen", "eigh-teen i "nine-teen").

### Produžena adolescencija
Posljednjih desetljeća se zbog promijenjenih socijalnih uvjeta u industrijaliziranim zemljama opaža tendencija odgađanja sazrijevanja, tzv. produžena adolescencija, koja se kod velikog broja mladih produžuje duboko u dvadesete i prema tridesetoj godini života.

## Vanjske poveznice
- Članak na stranici "Zdrav život online"  Arhivirana inačica izvorne stranice od 18. srpnja 2011. (Wayback Machine)